# Мишкольц
Ми́школьц (венг. Miskolc, нем. Mischkolz, словац. и чеш. Miškovec) — город на северо-востоке Венгрии. Административный центр медье Боршод-Абауй-Земплен. Четвёртый после Будапешта, Дебрецена и Сегедa город Венгрии по количеству жителей, насчитывает 161 265 чел. (на 1 января 2014 г.). Мишкольц стоит на реке Шайо у подножия горного массива Бюкк. Известен в первую очередь как важный промышленный центр.

## География и транспорт
Город расположен на реке Синве рядом с её впадением в Шайо в 175 километрах к северо-востоку от Будапешта. Мишкольц связан с Будапештом автотрассой и железнодорожной магистралью. Обычные железнодорожные поезда покрывают расстояние между городами в среднем за 2—2,5 часа; скоростные экспрессы — за 1 час 40 минут. Железные дороги ведут из города также в сторону словацкого Кошице и Ньиредьхазы, автомобильные дороги — на Кошице и Дебрецен.
Городской транспорт представлен 45 автобусными линиями и двумя трамвайными.
Рядом с городом есть небольшой аэропорт, однако для перевозки пассажиров он не используется.

## Климат
| Показатель                    | Янв. | Фев. | Март | Апр. | Май  | Июнь | Июль | Авг. | Сен. | Окт. | Нояб. | Дек. | Год  |
| ----------------------------- | ---- | ---- | ---- | ---- | ---- | ---- | ---- | ---- | ---- | ---- | ----- | ---- | ---- |
| Средний суточный максимум, °C | 0,0  | 3,7  | 10,1 | 16,7 | 21,6 | 24,5 | 26,5 | 25,9 | 22,0 | 15,8 | 7,4   | 1,9  | 14,7 |
| Средняя температура, °C       | −3,3 | −0,5 | 4,4  | 10,3 | 15,2 | 18,3 | 19,9 | 19,1 | 15,2 | 9,4  | 3,7   | −1,1 | 9,2  |
| Средний суточный минимум, °C  | −6,3 | −3,9 | −0,6 | 4,3  | 9,0  | 12,3 | 13,6 | 13,0 | 9,5  | 4,5  | 0,7   | −3,7 | 4,4  |
| Норма осадков, мм             | 27   | 28   | 32   | 40   | 65   | 83   | 60   | 65   | 41   | 34   | 43    | 36   | 554  |
| Источник: World Climate       |      |      |      |      |      |      |      |      |      |      |       |      |      |

## История
Поселение на месте Мишкольца существует со времён палеолита, раскопки показали, что люди здесь жили уже 70 000 лет назад (находящаяся на холме Аваш Селетская пещера, в которой жили древние люди, дала название селетской культуре). До римского завоевания здесь жили кельтские племена, после распада империи регион разделил судьбу территории всей современной Венгрии — его населяли авары, славяне, а с IX века — венгры.
В 1364 году король Лайош Великий даровал Мишкольцу статус города. В его же правление была построена крепость Диошдьёр, располагавшаяся возле Мишкольца, а ныне находящаяся в черте города.
В 1544 году Мишкольц был сожжён турками, полностью освобождён город был лишь в конце XVII века. В начале XVIII века Мишкольц стал одним из центров антигабсбургской борьбы под руководством Ференца Ракоци. В 1707 году имперские войска взяли город, вновь сожгли его дотла и взорвали стены крепости.
В XVIII—XIX веке город постепенно восстанавливался и развивался. В этот период город также стал индустриализироваться, первые печи для выплавки чугуна здесь были построены в 1770-е годы. К началу XX века город стал одним из важнейших индустриальных центров Венгрии и центром металлургии и тяжёлого машиностроения страны.
После крушения социализма в 1990-е годы промышленность города испытывала тяжёлый и затяжной кризис, во многом до сих пор не преодоленный. Кризис привёл к оттоку трудоспособного населения из города и, как следствие, к резкому сокращению численности населения с 211 тысяч человек в 1985 году до 178 тысяч в 2004 году и до 161 тысячи в 2014 году.

## Экономика
В 80-х годах XX века около 2/3 населения города работало в металлургии и тяжёлом машиностроении. Экономический кризис привёл к закрытию в конце XX века большинства из них, что привело к массовой безработице. К середине первой декады XXI века кризис был, в основном, преодолён за счёт развития малого бизнеса, а также реконструкции старых советских предприятий на современной основе.

## Спорт
В Мишкольце базируется футбольный клуб «Диошдьёр» (также был известен как ВТК). В 1979 году он стал бронзовым призёром национального первенства, дважды, в 1977 и 1980 году выигрывал кубок страны. Чемпионат 2006/2007 года закончил на 9 месте.
В 2009 году Мишкольц принимал чемпионат мира по спортивному ориентированию.

## Достопримечательности
- Ратушная площадь. Центр старого города — типичный образец венгерского Старого города с застройкой XVIII—XIX века.
- Национальный театр Мишкольца. Здание построено в стиле классицизм в 1856 году. Ежегодно в театре проводится известный оперный фестиваль[англ.].
- Кальвинистская церковь. Находится у подножия холма Аваш. Построена в готическом стиле в 1410 году, в XVII веке перестроена. Уникальный деревянный интерьер.
- Греческая православная церковь. Построена греческими купцами в конце XVIII века в стиле позднего барокко. Главная достопримечательность церкви — знаменитый иконостас (1783 год). Высота иконостаса — 16 метров — делает его крупнейшим в Центральной Европе.
- Приходская католическая церковь. Приходская католическая церковь построена в стиле барокко в XVIII веке. Освящена в честь святых апостолов Петра и Павла, однако часто неофициально называется церковь Миндсенти, поскольку расположена на площади, носящей имя кардинала Йожефа Миндсенти.
- Крепость Диошдьёр. Построена в XIII веке, в XVI веке была разорена турками, а в 1706 году разрушение крепости довершили императорские войска, боровшиеся с антигабсбургскими повстанцами. В 1950-е годы крепость частично отреставрирована.
- Пещерная купальня. Купальня состоит из открытых площадок, ряда термальных бассейнов и водяных пещер.

## Население
| 2013    | 2014     | 2017     | 2021     | 2022     | 2023     | 2024     |
| ------- | -------- | -------- | -------- | -------- | -------- | -------- |
| 162 905 | ↘161 265 | ↘157 177 | ↘150 695 | ↘147 533 | ↘145 248 | ↘143 502 |

## Города-побратимы
- Асан, Республика Корея
- Ашаффенбург, Германия (1996)
- Бургас, Болгария[11]
- Валансьен, Франция
- Вологда, Россия
- Днепр, Украина[12]
- Кайсери, Турция
- Катовице, Польша
- Кливленд, США
- Кошице, Словакия
- Кривой Рог, Украина (2016)[13]
- Острава, Чехия
- Тампере, Финляндия (1963)[14]